# Camilo Diaz Gregorio
Camilo Diaz Gregorio (Cuyapo, 25 settembre 1939 – San Juan, 21 maggio 2018) è stato un vescovo cattolico filippino.

## Biografia
Diaz Gregorio nacque a Cuyapo, Nueva Ecija, il 25 settembre 1939 ed è stato ordinato sacerdote nel 1963 dal cardinale Luigi Traglia. Il 12 gennaio 1987 fu nominato vescovo ausiliare di Cebu e vescovo titolare di Giro. Ricevette l'ordinazione episcopale dal cardinale José Tomás Sánchez il 29 marzo 1987. Fu vescovo di Bacolod dal 1989 fino alla sua rinuncia nel 2000 e poi prelato di Batanes dal 2003 al 2017.
Morì il 21 maggio 2018 all'età di 78 anni.

## Genealogia episcopale
La genealogia episcopale è:
- Cardinale Scipione Rebiba
- Cardinale Giulio Antonio Santori
- Cardinale Girolamo Bernerio, O.P.
- Arcivescovo Galeazzo Sanvitale
- Cardinale Ludovico Ludovisi
- Cardinale Luigi Caetani
- Cardinale Ulderico Carpegna
- Cardinale Paluzzo Paluzzi Altieri degli Albertoni
- Papa Benedetto XIII
- Papa Benedetto XIV
- Papa Clemente XIII
- Cardinale Marcantonio Colonna
- Cardinale Giacinto Sigismondo Gerdil, B.
- Cardinale Giulio Maria della Somaglia
- Cardinale Carlo Odescalchi, S.I.
- Cardinale Costantino Patrizi Naro
- Cardinale Lucido Maria Parocchi
- Papa Pio X
- Cardinale Gaetano De Lai
- Cardinale Raffaele Carlo Rossi, O.C.D.
- Cardinale Amleto Giovanni Cicognani
- Arcivescovo Carmine Rocco
- Cardinale José Tomás Sánchez
- Vescovo Camilo Diaz Gregorio